# Liudmila Kupriánova
Liudmila Alekséyevna Kupriánova (1914 - 13 de enero de 1987) (translitera del ruso cirílico: Людмила Андреевна Куприянова) fue una distinguida palinóloga soviética.

## Vida
Su carrera transcurre por más de cincuenta años. La mayor parte asociada al Instituto Komarov en Sankt Peterburg, por muchos años fue la directora del grupo de palinología. Es reconocida por la documentación de colecciones paleo y actuopalinogía. Resultado, de lo mismo es la Palinoteca del Instituto, que en la actualidad incluye 21000 ejemplares de palinomorfos.
La Dra. Kupriánova publicó más de 200 trabajos en Botánica sistemática, historia de la flora y palinomorfología.
Sus más tempranas contribuciones son en los géneros Leonorus, Linaria, Lotus, Panzeria entre otros para la Flora de Rusia. Su primer artículo palinológico es sobre Rosaceae. Hacia 1948, ya había publicado una obra señera "Pollen morphology & phylogeny of Monocotyledons". Palinología de Amentífera fue su tesis de maestría. Pionera en la utilización de microscopia de alta resolución, en sus versiones TEM y SEM: Allium, Chloranthus, Cousinia, Liquidambar, Nelumbo y Nymphaea.
Su experiencia le valió ser convocada a diversas revistas de especiales como comité editorial, por ej. Pollen et Spores (Francia), Review of Palaeobotany & Palynology (Holanda) y World Pollen & Spores (Suecia).
Murió el 13 de enero de 1987 a causa de un ataque al corazón.

## Honores
- Grossheim, le dedicó Secale kuprijanovii Grossh.
- Nevski la subespecie transcaucasica Ivanov & Yakovlev) una gramínea en peligro de extinción.

- La abreviatura «Kuprian.» se emplea para indicar a Liudmila Kupriánova como autoridad en la descripción y clasificación científica de los vegetales.[1]

## Fuente
Palynos 11(1): p. 5, 1988